# 出澤剛
出澤 剛（いでざわ たけし、1973年〈昭和48年〉6月9日 - ）は、日本の実業家。LINEヤフー株式会社代表取締役社長CEO。

## 経歴
長野県佐久市出身。長野県野沢北高等学校を経て、早稲田大学政治経済学部を卒業後、1996年に朝日生命保険入社。八王子での営業を経て、社外留学制度を利用してオン・ザ・エッヂに出向した。2002年に同社に移籍。モバイル事業に従事し、2003年に執行役員副社長に就任。2007年に会社分割により、ライブドア（現・NHNテコラス）代表取締役社長に就任。
NHN Japan（現・Aホールディングス）、ネイバージャパン及びライブドアの経営統合により、2012年にNHN Japan取締役に就任。2014年にLINE（現・Aホールディングス）代表取締役COOに就任。2015年には代表取締役社長CEOに就任した。
Zホールディングス（現・LINEヤフー）及びLINEの経営統合により、2021年にZホールディングス代表取締役Co-CEOに就任。2023年に代表取締役社長CEOに就任。

## 履歴

### 学歴・職歴
- 1996年（平成8年）3月 - 早稲田大学政治経済学部卒業。
- 1996年（平成8年）4月 - 朝日生命保険相互会社入社[6]。
- 2002年（平成14年）4月 - 株式会社オン・ザ・エッヂ入社[6]。
- 2003年（平成15年）12月 - エッジ株式会社執行役員副社長[5]。
- 2007年（平成19年）4月 - 株式会社ライブドア（現・NHNテコラス株式会社）設立 代表取締役社長[6]。
- 2009年（平成21年）10月 - 日本ドメイン名事業者協会設立 理事[7]。
- 2012年（平成24年）1月 - NHN Japan株式会社（現・Aホールディングス株式会社）入社 取締役 ウェブサービス本部本部長[6]。
- 2014年（平成26年）1月 - LINE株式会社（現・Aホールディングス株式会社）取締役COO[6]。
- 2014年（平成26年）4月 - LINE株式会社（現・Aホールディングス株式会社）代表取締役COO[8]。
- 2014年（平成26年）4月 - LINE Fukuoka株式会社（現・LINEヤフーコミュニケーションズ株式会社）代表取締役社長[6]。
- 2014年（平成26年）10月 - LMG株式会社取締役（非常勤）[6][9]。
- 2015年（平成27年）4月 - LINE株式会社（現・Aホールディングス株式会社）代表取締役社長CEO[10]。
- 2017年（平成29年）10月 - LINE Book Distribution株式会社代表取締役社長[11]。
- 2018年（平成30年）1月 - LINE Financial株式会社（現・紀尾井町1号株式会社）設立 代表取締役社長[12]。
- 2018年（平成30年）7月 - LINE Digital Frontier株式会社設立 代表取締役社長[13]。
- 2018年（平成30年）12月 - LINE Financial株式会社（現・紀尾井町1号株式会社）取締役（非常勤）[14]。
- 2019年（令和元年）12月 - LINE分割準備株式会社（現・Z中間グローバル株式会社）設立 代表取締役社長[15]。
- 2019年（令和元年）12月 - 一般財団法人LINEみらい財団設立 評議員（現任）[16]。
- 2021年（令和3年）2月 - LINE株式会社（現・Z中間グローバル株式会社）代表取締役社長CEO[17]。
- 2021年（令和3年）3月 - Zホールディングス株式会社（現・LINEヤフー株式会社）代表取締役Co-CEO[18]。
- 2021年（令和3年）6月 - 一般社団法人日本インタラクティブ広告協会副理事長（現任）[19]。
- 2023年（令和5年）4月 - Zホールディングス株式会社（現・LINEヤフー株式会社）代表取締役社長CEO（現任）[20]。
- 2023年（令和5年）6月 - PayPay株式会社取締役（非常勤）（現任）[21]。
- 2023年（令和5年）10月 - Zフィナンシャル株式会社取締役（非常勤）（現任）[22]。

## 現職
- LINEヤフー株式会社代表取締役社長CEO[23]
- 一般社団法人日本インタラクティブ広告協会副理事長[24]
- PayPay株式会社取締役（非常勤）[25]
- Zフィナンシャル株式会社取締役（非常勤）[26]
- 一般財団法人LINEみらい財団評議員[27]
- 一般財団法人全国SNSカウンセリング協議会評議員[28]
- 一般財団法人情報法制研究所評議員[29]